# Seleção Indiana de Voleibol Masculino
A seleção indiana de voleibol masculino é uma equipe asiática composta pelos melhores jogadores de voleibol da Índia. A equipe é mantida pela Federação de Voleibol da Índia. Encontra-se na 91ª posição do ranking mundial da Federação Internacional de Voleibol segundo dados de 13 de setembro de 2021.
Nunca participou de uma edição de Jogos Olímpicos e participou duas vezes no Campeonato Mundial, sendo a primeira vez em 1952 com seu melhor resultado, ou seja, o oitavo lugar, a última vez foi em 1956. No âmbito continental, estreou no Campeonato Asiático em 1979, e sendo seu melhor resultado quarto lugar (2005).